# Josef Leithner
Josef Leithner (nachweisbar 1770 bis 1829) war ein österreichischer Chemiker und Porzellanmaler.
Leithner war Schüler der Wiener Kunstakademie. Von 1770 bis 1829 wirkte er, anfangs unter Conrad Sörgel von Sorgenthal (1784–1805), als Vorsteher der Malerei an der Wiener Porzellanmanufaktur. 1795 entdeckte er durch Glühen von Aluminiumsulfat und Cobalt(II)-nitrat das Kobaltblau, das eine der schönsten und haltbarsten Porzellanfarben darstellt. Sie wird auch als Leithners Blau (fälschlich Leydener Blau) oder Thénards Blau bezeichnet. Ab 1793 entwickelte er mehrere Bronzefarben für Porzellan, darunter das Leithner Gold. Ab 1797 war er Arkanist, 1812 erhielt er die „Goldene Medaille mit Öhr und Band“, 1829 wurde er Direktor der Manufaktur.